# Guido Calza
Guido Calza (Milano, 21 aprile 1888 – Roma, 14 aprile 1946) è stato un archeologo italiano, noto per aver effettuato importanti campagne di esplorazioni soprattutto a Ostia antica.

## Biografia
Figlio di Arturo Calza e Teresa Bedolo, studiò all'Università di Roma, dove fu allievo di Loewy, Marucchi, Vaglieri e Beloch, e si laureò in lettere nel 1911 con Karl Julius Beloch con una tesi sulla conquista romana di Creta. L'attività di scavo e di studio di Ostia antica fu l'impegno principale della sua vita. Nel 1912 divenne, in seguito a concorso, ispettore delle antichità a Ostia antica, sotto la direzione di Dante Vaglieri. Dopo la morte di quest'ultimo nel 1913, Calza continuò a lavorare a Ostia sotto la guida dapprima di Angelo Pasqui e poi di Roberto Paribeni, a cui successe nel 1924 come sovrintendente. Gli scavi di Ostia gli diedero spunto per alcuni importanti studi quali quello in cui si fissavano i criteri tra domus pompeiana e insula ostiense.
Dopo la prima guerra mondiale, a cui aveva partecipato come ufficiale del genio, nel 1919 si dedicò al riassetto archeologico e alla tutela dei monumenti della Venezia Giulia; frutto di questo impegno fu fra l'altro una guida illustrata di Pola scritta su suggerimento di Ugo Ojetti. Dopo una missione in Oriente, nel 1922 tornò a dedicarsi a Ostia. Ricercò, riesumando castrum primitivo, le tracce più antiche della città dimostrando che le più antiche dovevano essere datate al 335 a.C. circa. Chiarì poi l'assetto urbano e le attività commerciali di Ostia descrivendo gli horrea a est della via dei Molini, descritte con Italo Gismondi in Notizie degli scavi del 1921, e di teorizzare analogie e continuità fra l'architettura romana e quella odierna.
Durante la seconda guerra mondiale molte opere di Ostia nuovamente interrate, ma Calza, che era riuscito a mantenerne il controllo, poté inaugurare già nel 1945 le nuove sale del Museo Archeologico di Ostia. Quando morì era direttore, oltre che di Ostia, anche degli scavi del Foro romano e di quelli del Palatino. Rimasto vedovo, nel 1945 sposò in seconde nozze Raisa Gurevič, già moglie di Giorgio de Chirico. Morì prematuramente a 57 anni di età e fu sepolto nella cappella di S. Ercolano ad Ostia Antica, accanto a Dante Vaglieri.

## Scritti (selezione)
- Ostia: guida storico-monumentale, Milano; Roma: Bestetti & Tumminelli, 1929
- Ostia, Roma: Istituto poligrafico dello Stato, Collana «Itinerari dei musei, gallerie e monumenti d'Italia» (numerose edizioni e ristampe in varie lingue, fra cui un'edizione aggiornata da Maria Floriani Squarciapino nel 2008, ISBN 9788824012232)
- Guido Calza e di Giovanni Becatti et al. (a cura di), Scavi di Ostia. Vol. I: Topografia generale; con allegate 15 tavole topografiche; Roma: La libreria dello Stato, 1953 (postumo; ristampa Roma: Istituto poligrafico, 1996)